# Emu
Emu (Dromaiinae) – monotypowa podrodzina ptaków z rodziny kazuarowatych (Casuariidae). 

## Zasięg występowania
Podrodzina obejmuje ptaki lądowe, nielotne i szybko biegające, zamieszkujące całą Australię.

## Morfologia
Długość ciała 150–190 cm, masa ciała 30–55 kg. Ptaki te charakteryzują się redukcją skrzydła, lotek i sterówek. Ich pióra przypominają sierść. Odżywiają się trawą, nasionami, owocami i owadami. Obok strusi, emu są największymi żyjącymi obecnie ptakami.

## Systematyka

### Etymologia
- Dromaius (Dromiceius, Dromoeus, Dromaeus): gr. δρομαιος dromaios „biec z pełną szybkością”, od τρεχω trekhō „biegać”[11].
- Tachea: gr. ταχυς takhus „szybki, prędki” (por. ταχεως takheōs „szybko”)[12]. Gatunek typowy: Casuarius novaehollandiae Latham, 1790.
- Chelarga: gr. χηλαργος khēlargos „szybkonogi”, od χηλη khēlē „kopyto”; αργος argos „szybki”[13]. Gatunek typowy: Casuarius novaehollandiae Latham, 1790.
- Peronista: François Auguste Péron (1775–1810), oficer armii francuskiej w latach 1792–1794, przyrodnik podczas ekspedycji Baudina w latach 1800–1804, pionier antropologii i oceanografii[14]. Gatunek typowy: Dromaius peroni Rothschild, 1907 (= Dromaius baudinianus S.A. Parker, 1984).

### Podział systematyczny
Do rodziny należy jeden rodzaj i jeden żyjący gatunek:
- Dromaius novaehollandiae – emu

oraz wymarłe:
- Dromaius arleyekweke – kopalny, mioceński gatunek[15]
- Dromaius ocypus – takson wymarły[16]